# Nikolauskirche (Bratislava-Staré Mesto)

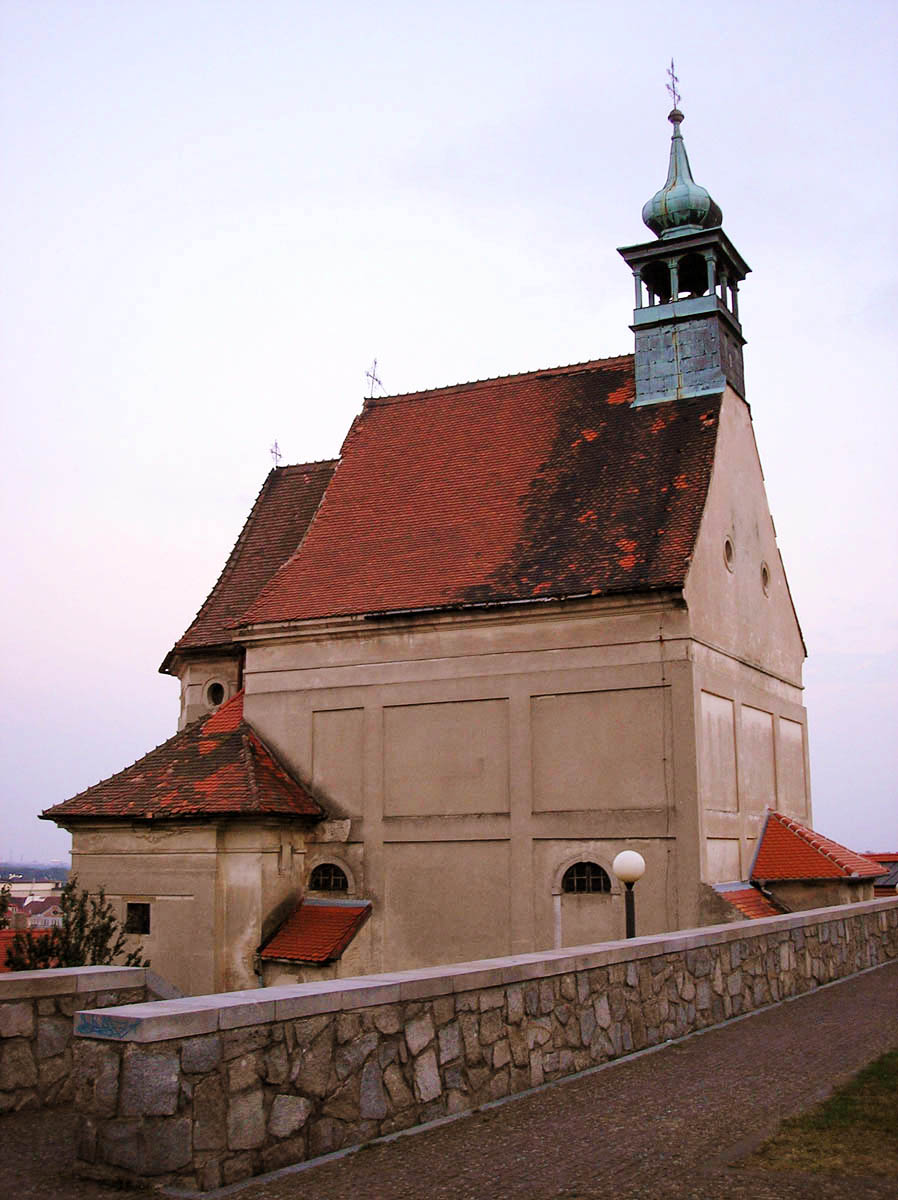
Seitenansicht der Kirche

Die Nikolauskirche (slowakisch Chrám svätého Mikuláša) ist eine orthodoxe Kirche in der slowakischen Hauptstadt Bratislava. Sie befindet sich im Stadtteil Staré Mesto (deutsch Altstadt) an der Straße Mikulášska (deutsch Nikolaigasse), am östlichen Fuß des Burghügels.
Das Gelände der heutigen Kirche war im 11. Jahrhundert Standort einer Rotunde, deren Fundamente bei einer archäologischen Untersuchung in den späten 1990er Jahren entdeckt wurden. Dieser Bau wurde in den 1270er Jahren teilweise abgetragen und das Innere umgebaut, wobei das Untergeschoss die Funktion eines Beinhauses annahm. Gegen Mitte des 14. Jahrhunderts entstand der gotische Vorgängerbau der heutigen Kirche mit dem gleichen Patrozinium, als Benefizium des Kanonikers und Kustos des Pressburger Kapitels.
Nach 1526 (Schlacht bei Mohács) wurde diese Kirche, wie andere Sakralbauten vor den Stadtmauern Pressburgs, abgerissen. 1661 ließ Maria Franziska Gräfin von Khuen von Belasy, Witwe von Paul Pálffy, eine barocke Kirche bauen. An die Familienzugehörigkeit erinnern die steinernen Wappen am Eingangsportal. Das Innere der Kirche wurde 1744 und auch in den folgenden Jahrzehnten wesentlich erneuert. Während einer kanonischen Visitation im Jahr 1755 gab es im Inneren die Altäre von Hl. Nikolaus, von Hl. Fabian und Sebastian sowie der Heiligen Familie. Gegen 1761 kam dazu der Pietà-Altar, 1779 wurden darüber hinaus je ein Kreuz- und Rosalienaltar erwähnt. Während der Herrschaft von Maria Theresia entstand eine Krypta, die aus einer engen Treppe im westlichen Zubau erreichbar ist. Zu dieser Zeit gehörte die Kirche dem Orden der Minderen Brüder Kapuziner und wurde während des Bestehens des zweiten Pressburger Kalvarienbergs zu einer der Stationen.
Nach der Eingliederung Schlossgrunds in die Stadt Pressburg ging das Interesse für die Kirche zurück. Der Bestattungsverein Hl. Nikolaus war für den Erhalt zuständig und hielt jährlich am 6. Dezember Messen für die verstorbenen Vereinsmitglieder ab. 1936 wurde das Kirchengebäude an die neu gegründete griechisch-katholische Gemeinde in Bratislava übertragen. Vor dem Ende des Zweiten Weltkriegs brannten das Dach und der Turm ab, daher ließ die griechisch-katholische Kirche das Haus unter der Leitung des Pfarrers Jozef Haľko d. Ä. sanieren. Kurz nach dem Ende der Arbeiten im Jahr 1950 musste die griechisch-katholische Kirche im Rahmen der Aktion P das Kirchengebäude und die Pfarrei unter dem Druck der kommunistischen Machthaber der Tschechoslowakei der orthodoxen Kirche überlassen.
Der anschließende Abriss von Gebäuden unterhalb der Kirche führte schnell zum baufälligen Zustand, verstärkt durch einen Blitzschlag im Juni 1966 und wiederkehrenden Vandalismus von Jugendlichen. Die anschließenden Sanierungsarbeiten wurden nur teilweise realisiert, somit ist die Kirche heute erneuerungsbedürftig.